# Villers-Allerand
Villers-Allerand – miejscowość i gmina we Francji, w regionie Grand Est, w departamencie Marna.
Według danych na rok 1990 gminę zamieszkiwały 764 osoby, a gęstość zaludnienia wynosiła 62 osób/km².